# Isabelle Rapin
Isabelle Juliette Martha Rapin (Lausana, 4 de desembre de 1927 - Rhinebeck, 24 de maig de 2017) va ser professora de Neurologia i Pediatria al Col·legi Albert Einstein de Medicina a la ciutat de Nova York. Va ser una autoritat líder en autisme durant dècades i membre de l'Acadèmia Americana de Neurologia.

## Biografia
Rapin va néixer a Lausana, Suïssa; la seva mare era de Connecticut, i el seu pare era suís. De nena, va ser un àvida lectora i Girl Scout que va assistir a escoles de nenes entre els 9 i els 19 anys. Rodejada d'una família de científics, abans dels deu anys ja va decidir que estudiaria medicina.
Va començar la Facultat d'Medicina de la Universitat de Lausanne el 1946, en una classe de prop de 100 alumnes amb només una dotzena de dones. Va decidir convertir-se en neuròloga pediàtrica el 1951 després de passar dotze setmanes a l'hospital Pitié-Salpêtrière i a l'Hôpital des Enfants Malades de París. Quan es va graduar a la Facultat de Medicina de Lausanne el 1952, hi havia pocs treballs remunerats a Suïssa, per la qual cosa va presentar una sol·licitud als Estats Units a Harvard, Yale, Johns Hopkins i l'Hospital Bellevue. Va emigrar als Estats Units el 1953 després d'haver-li ofert una posició en pediatria al Bellevue per començar al juliol. El 1952, va rebre un Diploma Federal Suís en Medicina. Va rebre el seu M.D. el 1955, quan la seva tesi va ser publicada a l'Arxiu Suís de Neurologia i Psiquiatria.
Va conèixer al seu marit, Harold Oaklander, a l'agost del 1958 i es van casar a la primavera de 1959. El seu marit va acabar el seu doctorat a la Universitat de Colúmbia, però sabia que ella no deixaria el Col·legi de Medicina Albert Einstein, per la qual cosa ell va acceptar una feina a prop en car que fos "menys prestigiosa". Van tenir dues filles i dos fills.
Rapin va ser interna en pediatria a l'Hospital Bellevue de la ciutat de Nova York, i va fer la seva residència en neurologia a l'Institut Neurològic de l'Hospital Columbia-Presbyterian, on també va completar un any amb una beca. El 1958 es va incorporar a l'Albert Einstein College of Medicine, on va fundar el Servei de Neurologia per infants. Es va retirar el 2012 als 84 anys.
Rapin va ajudar a fundar la Child Neurology Society i l'International Child Neurology Association. Va servir en els consells de la Societat de Neurologia Infantil, l'Associació Internacional de Neurologia Infantil, l'Acadèmia Americana de Neurologia i la Societat Internacional de Neuropsicologia.

## Reconeixements
El Boston Globe va dir el 1992 que Rapin era "una especialista en malalties neurològiques dels nens [que] va descobrir diverses malalties i també és una autoritat líder en autisme".
El New York Times va dir: "Considerada per molts l'experta en autisme, la Dra. Rapin ha passat dècades estudiant la discapacitat".
L'Albert Einstein College of Medicine va dir que Rapin era "una líder en el camp de la neurologia infantil ... acreditada amb una sèrie de descobriments en el camp dels trastorns neurogenètics en la infància, incloent la configuració de l'autisme ...". El 2006, va celebrar un programa internacional simposi sobre autisme en honor de Rapin. Per honorar a Rapin, el 2012, va establir una conferència anual sobre trastorns de la comunicació.
Va rebre el Premi del president de l'Acadèmia Americana de Neurologia.
Va tenir estatus d'honorària del Col·legi Albert Einstein de Medicina.
Va rebre el premi a l'excel·lència en autisme Investigació de l'Autisme Societat d'Amèrica, Shriver Center Award.

## Publicacions
Des del 2006, Rapin havia publicat més de 135 articles i 75 capítols de llibres; alguns dels seus llibres van ser:
- Tuchman R, Rapin I (2006). Autism: A Neurological Disorder of Early Brain Development. MacKeith Press. ISBN 978-0444503633.
- Riva D, Rapin I, Zardini G (2006). Language: Normal and Pathological Development. John Libbey Eurotext Ltd. ISBN 978-2472006384.
- Rapin I (1996). Preschool Children with Inadequate Communication. MacKeith Press. ISBN 978-1898683070.
- Rapin I (1994). Handbook of Neuropsychology. 6. Elsevier Science Ltd. ISBN 978-0444820600.
- Rapin I (1982). Children with Brain Dysfunction: Neurology, Cognition, Language, and Behavior. Raven Press. ISBN 978-0890048443.
- Haas RH, Rapin I, Moser HW (1988). Rett Syndrome and Autism. Year Book Medical Pub. ISBN 978-9990808179.